# Noctivagus
Noctivagus – portugalska grupa grająca muzykę, którą klasyfikuje się jako połączenie post punk i rock gotycki. Nazwa zespołu została zaczerpnięta z łaciny.

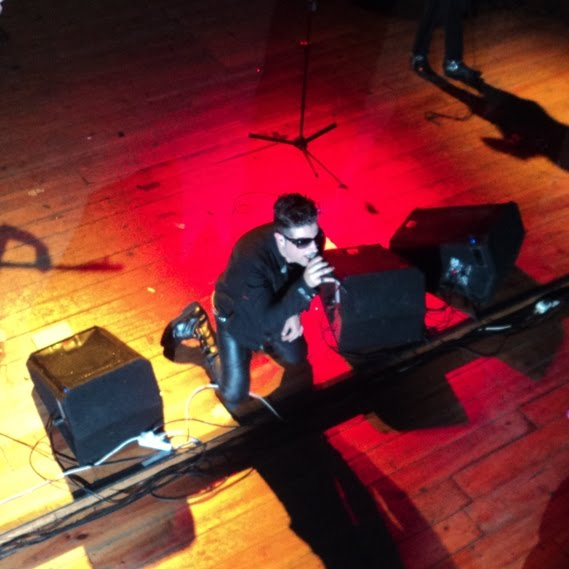
Lino Atila-śpiew

## Muzycy

### Obecny skład zespołu
- Lino Átila – śpiew
- Fernando N. – gitara basowa
- Nuno D`Ávila – gitara
- Lady Miss Kill – automat perkusyjny (2010)

## Dyskografia

### Single
- Transmission (2005)
- Pilgrim Dimension (2010)

### EP
- Almas Ocultas (1995)
- Imenso (1998)
- After the curse (2003)

### Albumy
- Ecos da noite (2011)